# Robert Scheffer
Robert Scheffer est un poète et nouvelliste français, né le 6 février 1863 à Colmar et mort le 26 février 1926 dans le XVe arrondissement de Paris. Il exerça la mission de secrétaire des commandements de la reine de Roumanie.

## Biographie
Édouard Robert Schaeffer naît à Colmar, fils du pasteur Frédéric Gustave Adolphe Scheffer, également écrivain, et de Sophie Wehrstedt,.
Il fréquente dans sa jeunesse les cercles occultistes. Cela impacte son œuvre et il affirme avoir écrit « inconsciemment » son livre La Chanson de Neos : « Ma main courrait sur le papier, sans que la volonté la dirigeât ».

### Secrétaire de la reine de Roumanie
Après de bonnes études, Robert Scheffer sert entre 1886 et 1891 à la cour du royaume de Roumanie au poste de secrétaire des commandements de la reine, Élisabeth de Wied. Il traduit l’un des ouvrages que cette dernière fait paraître sous son nom de plume, Carmen Silva. Il relate cette expérience dans divers articles puis dans son ouvrage Orient royal. Un manuscrit plus complet de cet ouvrage à la parution duquel le couple souverain roumain se serait opposé. L’auteur le brûle durant la Première Guerre mondiale pour que des éléments concernant un roi allié à la France ne tombent pas entre les mains des Allemands,. Paul Léautaud l’accuse de n’avoir écrit le livre que pour se faire payer pour qu’il ne soit pas édité.
Excellent musicien, il joue en 1886, lors d’un passage en Russie avec la femme de Léon Tolstoï et devant ce dernieret lors de concerts,. Il part pour Constantinople en 1912 lors de la Guerre des Balkans,.

### Le journaliste duelliste

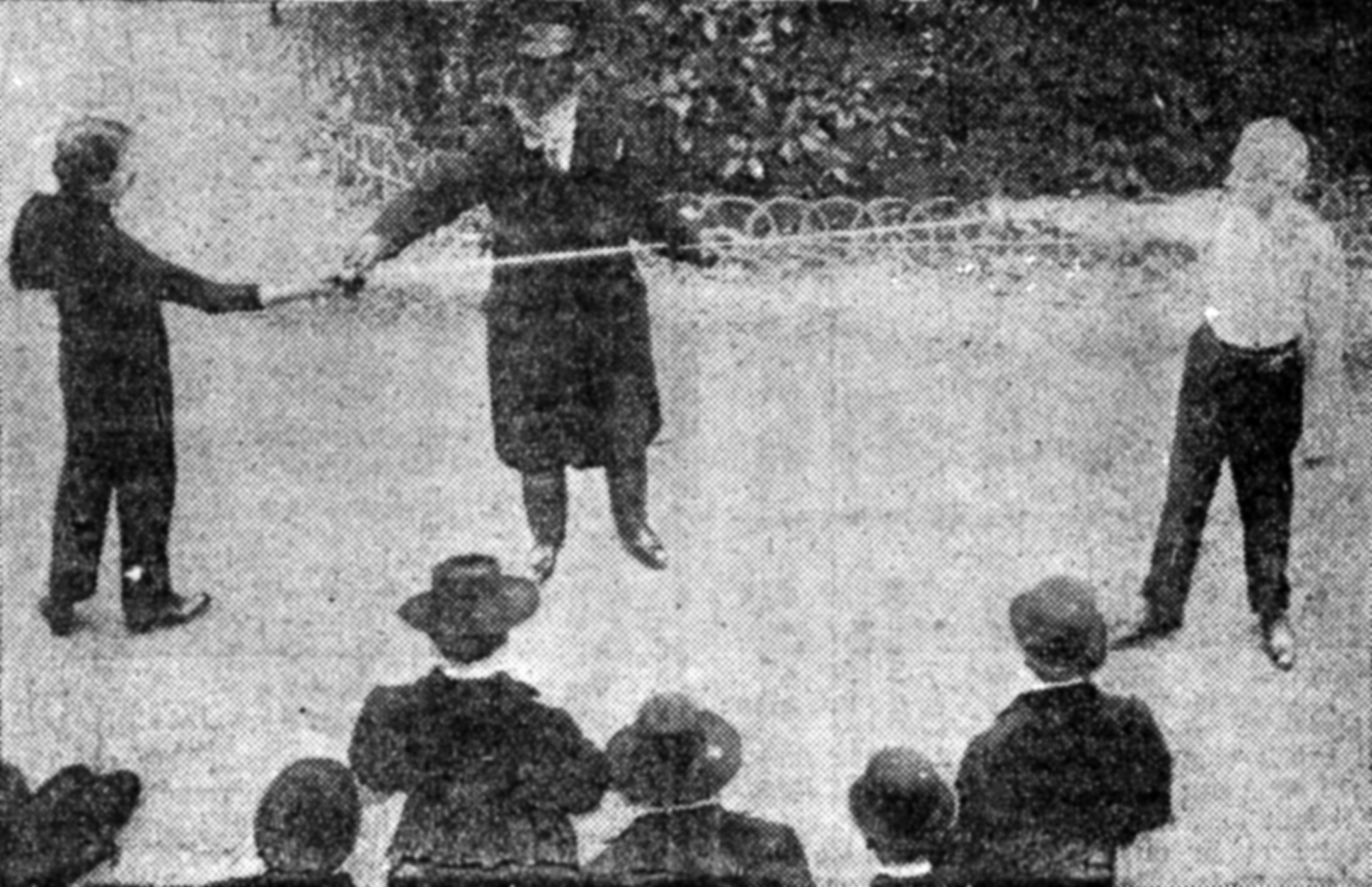
Duel entre Robert Scheffer et Gomez Carrillo en 1912

Il participe à de nombreuses reprises à des duels. Il est le témoin du polémiste anarchiste Laurent Tailhade, avec lequel il collabore à Akademos, qui provoque en duel le libertaire Adolphe Tabarant en 1894. En 1902, avec pour témoin W. de Blest-Gana et Paul Leclercq, il combat Georges Maurevert. Il abandonne à la 6e reprise. En 1909, il échange à l’épée avec Maurice de Noisay à Brest. Scheffer est blessé. En 1910, il se bat avec le journaliste Jean de Mitty avec pour témoins A. de Royaumont et Georges Savigny. Son adversaire est blessé deux fois,.
Robert Scheffer provoque en duel Alexandre Charlin de Gil Blas après la diffusion dans ce journal du note évoquant un journal où « [les] épigrammes laborieuses, des malices prudemment envenimées où M. Robert Scheffer exerçait à grand ahan sa complexion de vieille demoiselle, dont le chat a des puces et l'estomac, des aigreurs ». Son opposant est sérieusement blessé et il lui serre la main. En 1912, il provoque en duel Gomez Carrillo, avec comme témoins Henri Chervet et Georges Pioch. Il fut touché sérieusement au bras dès le premier engagement. Sa production littéraire se fait plus rare par la suite.

### Un écrivain solitaire
Robert Scheffer développe des amitiés avec certains de ses contemporains comme Paul Adam, avec lequel il envisage la création d’une pièce de théâtre, Le Trône, qui reste à l’état de projet, Jean Lorrain ou Stéphane Mallarmé.
Il se crée de nombreuses inimitiés durables avec la parution de Plumes d’oies et plumes d’aigles, figures littéraires contenant des portraits satiriques publiés auparavant en articles dans La Vie parisienne. « Ce sont de terribles exécutions dé contemporains, faites parfois avec une douceur jolie et polie, parfois avec une saine brutalité. Si ces critiques ne déparaient jamais les limites de la justice, elles, seraient ineffaçables. Parfois, an lieu de critiquer le talent, elles se contentent de railler l'orgueil, ou la soif de réclame » jugent Les Treize. Il y dresse le portrait d’écrivains tels que Jean de Bonnefon, Maurice Barrès ou Anatole France. L’hostilité à son encontre est ravivée par des rumeurs sur son passage en Roumanie et les écrits qu’il en tire.
Il s’oppose à certains de ses jeunes contemporains, envisageant avec humour, avec d’autres auteurs (Pierre Louÿs, Henry de Régnier, Willy, Pierre Veber, Pierre Valdagne, Paul-Jean Toulet, Curnonsky), la création d’une Société de Découragement des Beaux-Arts et des Lettres.
Malgré des écrits virulents, il recherche la compagnie de ses pairs. Il intègre la Société des Gens de Lettres en 1914. Il en reçoit en 1918 le prix Petit-Bourg.Il échoue à l’Académie française en 1919 avec 3 voix contre 20 à Henry Bordeaux qui prend la place de Jules Lemaître, 4 à Tancrède Martel et un bulletin blanc. Il est candidat sans succès à l’académie Goncourt en 1924,. Interrogé, il avait, 10 ans plus tôt, violemment attaqué le prix :

« Voici mon opinion féroce et sincère. Ce vampire de lettres, le vieux et ridicule Goncourt,qui institua le fameux prix par vanité et pour sauver son nom d'un oubli certain, on devrait, selon l'usage rituel, lui percer le cœur d'un pieu bien aigu afin qu'il cesse ses exploits. Quant aux autres membres de son Académie - à part deux ou trois, dont notre grand Rosny aîné— qu'on les pende, puisqu'ils s'arrogent le droit de juger et d'écarter des œuvres supérieures aux leurs. »

### Décès
Il s’éteint, pauvre et seul, des suites d’une longue maladie à l’hôpital Boucicaut en 1926, à l’âge de 63 ans,.

## Carrière littéraire
Il publie son premier recueil en 1890 et son dernier ouvrage paraît en 1920. Durant cette période, il aborde la traduction, la poésie, la nouvelle, le roman et le théâtre. Il collabore durant sa carrière à diverses revues telles que le Mercure de France, Le Journal, Gil Blas, Excelsior, La Revue blanche, En Route, Pan, Poesia, Akademos, etc.. Il est à l’origine de la revue Le Damier. Il exerce une activité de critique littéraire dans différents journaux. Il prend les rênes de la rubrique littéraire de la Revue illustrée en 1911.
Robert Scheffer débute comme poète avec des œuvres, « empreints d'une délicatesse un peu morbide et surtout d'un scepticisme aigu ». Sa première production littéraire publiée est une traduction de la reine de Roumanie pour laquelle il travaille. Il publie ses premiers romans au Mercure de France où il écrit.
Il se spécialise par la suite dans la nouvelle, forme d’écriture qu’il affectionne et dont il pense qu’elle est l’avenir de la littérature. Il se fait remarquer par des « contes rapides ». Henry de Bruschard apprécie ses contes « nerveux et aigus ». Il souligne l’attirance de l’auteur pour le tragique, « les êtres d'exception un peu équivoques ». Georges Casella, dans la Revue illustrée affirme que « le style de M. Robert Scheffer n'est assurément pas simple. Il est laborieux, émaillé d'archaïsmes et l'intrigue elle-même Au Péché mutuel ou de Mme Larme est patiemment cherchée. Mais comme tout cela est joli et fin ! ».
Jean Dorsenne qualifie Robert Scheffer d’« écrivain original au style incisif » et son style est souvent comparé à celui de Jean Lorrain,.
Ses ouvrages les plus remarqués sont Prince Narcisse et Palais de Proserpine, « où palpite d'aise une jeunesse ardente, imaginative et sensible ». Il est souvent dépeint comme un auteur avec un style intéressant, mais de second ordre. Guy de Téramond critique l’ouvrage précité :

« Le sujet du roman de M. Robert Scheffer est, comme vous venez de le voir, banal et incohérent, et les personnages en sont, tous, fous à lier. À proprement parler, le Palais de Proserpine est plutôt un conte fantastique coulé dans le moule de l’Aventures du roi Pausolé, seulement celles-ci étaient pleines de gaieté, d’esprit et de drôlerie. La forme vaut mieux que le fond ; le style est correct, original, soigné, élégant même, quoi qu’on y sente trop visiblement comme un effort continu pour produire de l’effet et épater le lecteur, et comme une préoccupation constante de trouver le mot juste. M. Robert Scheffer a l’air — qui n’est pas toujours la chanson - décrire en une langue plutôt naturalisée que natale. »

### Citations
« Dans le grand silence, l’Océan ne cesse de se plaindre. Lointaine et continue, sa voix roule, grondeuse comme celle d’un vieillard irréconciliable et qui maudit tout ce dont il ne peut plus jouir.
En vain les terres descendent-elles vers lui, avec la caresse de l’été, parées et par
fumées ; en vain, les barques assoupies se confient-elles en son repos ; et les invites de la lune qui sourit ne l’apaisent point. Il redit, inlassable, aux écueils qui les répètent, ses somnolents chagrins ; il cerne de mélancolie, dans son isolement, l’île alanguie et mûre aux baisers de l’été qui délie. Il enlace de ses regrets indéfinis.
On l’écoute comme si on ne pouvait lui répondre. De futiles paroles montent à mes lèvres, dit Nathaniel, futiles comme mes soucis et mes plaisirs. Et, le sentant trop grave pour qu'il me prenne en pitié, je me tais, et ma pensée s’ennoblit du mystère qu’il chante de siècles en mille siècles. »

L’Île aux baisers, 1900.

## Œuvres

### Poèmes, contes et romans
- Robert Scheffer, Sommeil, Paris, Librairie des bibliophiles, 1891, 95 p. Roman.
- Robert Scheffer, Ombres et mirages, Paris, librairie de « la Nouvelle revue », 1892, IX-336 p.
- Robert Scheffer, Misère royale, Paris, A. Lemerre, 1893, I-320 p. Roman.
- Robert Scheffer, L'Idylle d'un prince, Paris, A. Lemerre, 1894, 307 p. Roman.
- Robert Scheffer, Le Chemin nuptial, Paris, A. Lemerre, 1895, 285 p. Roman psychologique.
- Robert Scheffer, Le Prince Narcisse, Paris, A. Lemerre, 1897, 259 p. Roman poétique et dramatique.
- Robert Scheffer, La Chanson de Neos, Paris, 1897 En vers

- Robert Scheffer, Grève d'amour, roman, Paris, éditions de « la Revue blanche », 1898, 324 p. Roman se déroulant au Pays Basque.
- Robert Scheffer, Hermeros, Paris, Mercure de France, 1899, 125 p. (lire en ligne) Poésies.
- Robert Scheffer (ill. Pierre Arthur Foäche), L'île aux baisers, Paris, L. Borel, coll. « Collection Nymphée », 1900, 208 p. ; Robert Scheffer, L'Île aux baisers..., Paris, A. Michel, 1917, 64 p. Histoire se déroulant sur l’île de Bréhat. Republié sous le titre : Robert Scheffer, Le Péché mutuel. Madame Larme, Paris, Société du « Mercure de France », 1904, 283 p. Contes.
- Robert Scheffer, Le palais de Proserpine, 1901 Roman se situant dans une cour allemande.
- Robert Scheffer, Les Frissonnantes, contes, Paris, Société du « Mercure de France », 1905, 293 p. Contes.
- Robert Scheffer, Les Loisirs de Berthe Livoire, Paris, Société du« Mercure de France », 1906, 276 p. ; Robert Scheffer, Les Loisirs de Berthe Livoire, Paris, F. Rouff, coll. « Grande Collection nationale » (no 25), 1914, 36 p. Roman humoristique.
- Robert Scheffer, Orient royal, cinq ans à la cour de Roumanie, 1908 ; Robert Scheffer (préf. J.-H. Rosny aîné), Orient royal, cinq ans à la cour de Roumanie, Paris, l'éd. française illustrée, 1918, XII-286 p.
- Robert Scheffer, Hadrien sur le Nil..., 1909, pp. 395-402
- Robert Scheffer, Contes ardents, Paris, Librairie universelle, 1910, 188 p.
- Robert Scheffer, Les Taciturnes. Les Exotiques. Les Provinciales. Les Agitées, 1910 ; Robert Scheffer, Les Taciturnes. Les Exotiques. Les Provinciales. Les Agitées, Paris, E. Figuière, 1912, 242 p. Recueil de nouvelles.
- Robert Scheffer, Souvenirs d'un virtuose-amateur, [s.n.], 1913, pp. 12-21
- Robert Scheffer, Le Vol d'Icare « Les contes que M. Robert Scheffer a réunis sous le titre du Vol d'Icare sont de grande qualité, bien qu'on n'en puisse recommander à tout venant la lecture. M. Scheffer, qui est pour ainsi dire une réincarnation littéraire de Jean Lorrain, a de cet auteur la somptuosité décorative et l'artistique, la brillante perversité. Il tient aussi de Maupassant un goût pour le surnaturel et le macabre, et de Wilde un culte un peu bien exclusif d'une beauté un peu bien apprêtée. Bref, s'il n'eût pas déplu à Barbey d'Aurevilly par ses petits travers, Mérimée l'eût peut-être aimé aussi pour la subtilité de ses inventions. Le Vol d'Icare est une fantaisie assez médiocre, mais tous les autres contes valent par un art impur et savoureux. »[40]
- Robert Scheffer (ill. Victor Spahn), Les Étapes d'une amoureuse, Paris, A. Michel, 1928, 128 p.
- Robert Scheffer (ill. Wochenmayr), Flot d'amour, Paris, A. Michel, 1930, 127 p.
- Robert Scheffer, Le chemin nuptial, Saint-Brieuc, Reflets de Misia, coll. « Les reflets de Misia », 2010, 156 p.
- Robert Scheffer, Le palais de Proserpine ; suivi par Le Prince Narcisse, Saint-Brieuc, D. Lamaze, coll. « Les reflets de Misia » (no 5), 2011, 243 p.

### Portraits
- Robert Scheffer, Plumes d'oies et plumes d'aigles, figures littéraires, Paris, Edition de Pan, 1911, 173 p.

### Pièces de théâtre
- Robert Scheffer et Georges Lignereux, La petite maison d'Auteuil, 1907 (lire en ligne) Elle est présentée au Grand-Guignol en 1920-1921[43]. C’est un grand succès[44]. puis février 1939 avec Robert Lérac, Jean Dartial et Maryse Leroy[45],[46].

### Traduction
- Carmen Sylva (trad. de l'allemand par Robert Scheffer, préf. Pierre Loti), Qui frappe ?, Paris, C. Lévy, 1890, XXXI-268 p.

### Bases de données et dictionnaires
- Ressource relative à la littérature :   - Internet Speculative Fiction Database
- Ressource relative au spectacle :   - Les Archives du spectacle
- Notices d'autorité :   - VIAF
  - ISNI
  - BnF (données)
  - IdRef
  - LCCN
  - Pays-Bas
  - NUKAT
  - Portugal
  - WorldCat